# Jan Kruczek (kapitan)
Jan Kruczek (ur. 8 lipca 1896 w Tarnawie, zm. 22 sierpnia 1938) – kapitan piechoty Wojska Polskiego.

## Życiorys
Urodził się 8 lipca 1896 w Tarnawie, w ówczesnym powiecie bocheńskim Królestwa Galicji i Lodomerii, w rodzinie Stanisława .
14 marca 1915 wstąpił do Legionów Polskich i został przydzielony do 2. kompanii I Baonu Uzupełniającego w Radomsku . Od 1 września 1915 walczył na Wołyniu w szeregach 6 Pułku Piechoty . W październiku 1915 został ranny. Później został przeniesiony do 5. kompanii II baonu 2 Pułku Piechoty . W lipcu 1917, po kryzysie przysięgowym, wstąpił do Polskiego Korpusu Posiłkowego . Po bitwie pod Rarańczą (15-16 lutego 1918) został internowany w Bustyaháza .
W czerwcu 1919 służył w 1. kompanii Baonu Zapasowego 6 Pułku Piechoty Legionów . Po zakończeniu wojny z bolszewikami pozostał w Wojsku Polskim, awansując na chorążego. 15 lipca 1927 prezydent RP mianował go podporucznikiem ze starszeństwem z 1 lipca 1927 i 2. lokatą w korpusie oficerów piechoty, a minister spraw wojskowych wcielił do 75 Pułku Piechoty w Królewskiej Hucie (Chorzowie). W 75 pp służył nieprzerwanie m.in. na stanowisku komendanta powiatowego Przysposobienia Wojskowego w Świętochłowicach. 15 sierpnia 1929 prezydent RP nadał mu stopień porucznika ze starszeństwem z 1 lipca 1929 i 2. lokatą w korpusie oficerów piechoty. Na stopień kapitana został mianowany ze starszeństwem z 19 marca 1937 i 211. lokatą w korpusie oficerów piechoty. Zmarł 22 sierpnia 1938 „tragiczną śmiercią” . Trzy dni później został pochowany w Żorach .

## Ordery i odznaczenia
- Krzyż Niepodległości – 6 czerwca 1931 „za pracę w dziele odzyskania niepodległości”[14][15][1]
- Krzyż Walecznych dwukrotnie – 1922 „za udział w b. Legionach Polskich”'[16][17][15]
- Medal Pamiątkowy za Wojnę 1918–1921[13]
- Medal Dziesięciolecia Odzyskanej Niepodległości[13]
- Medal Zwycięstwa[13]